# الأمازون الإمبراطوري
الأمازون الإمبراطوري (الاسم العلمي: Amazona imperialis) (أمازونا إمبرياليس) أو الأمازون الدومينيكي، والمعروف أيضًا باسم ببغاء سيسيرو أو سيسيرو، هو ببغاء يوجد فقط في جزيرة دومينيكا الكاريبية. وقد تم تعيينه
كطائر وطني لدومينيكا، ويظهر على العلم الوطني لدومينيكا. هذا النوع مُهدّد بشدة لخطر الانقراض. ففي عام 2019، قُدِّر أنه لم يتبق منه سوى حوالي 50 فردًا ناضجًا في البرّية.

## الوصف
يبلغ متوسط طول الأمازون الإمبراطوري 48 سم (19 بوصة). مع وزن الذكور في المتوسط 900 جرام (32 أونصة) والإناث 650 جرام (23 أونصة).
كونه من عائلة Psittacidae، فإن السيسيرو له أقدام متشابكة ومنقار سميك معقوف ولسان عضلي. تم تصميم هذا المنقار بطريقة تجعل السيسيرو قادرًا على تحريك الطعام بسهولة في فمه باستخدام فكيه المفصلين واللسان.
يمتلك الذكور والإناث ريشًا متطابقًا: الصدر بلون أرجواني داكن، والأجزاء العلوية والريش بلون أخضر داكن، مع أطراف ريش ذات حواف سوداء. حلقة العين بنية داكنة، والعين مزيج من البرتقالي والأحمر. لا يختلف مظهر الصغار كثيرًا، مع وجود نسبة أكبر من الريش الأخضر والعينين البنيتين تمامًا.
1. 1 2 3  مذكور في: نظام معلومات التصنيف المتكامل. تاريخ النشر: 16 سبتمبر 1998. الوصول: 19 سبتمبر 2013. لغة العمل أو لغة الاسم: الإنجليزية.
2. 1 2  مذكور في: آي.أو.سي قائمة طيور العالم الإصدار 6.3. تاريخ النشر: 21 يوليو 2016. مُعرِّف الغرض الرَّقميُّ (DOI): 10.14344/IOC.ML.6.3.
3. ↑  مذكور في: قائمة طيور العالم الإصدار (6.4). الناشر: لجنة الطيور العالمية. مُعرِّف الغرض الرَّقميُّ (DOI): 10.14344/IOC.ML.6.4. لغة العمل أو لغة الاسم: الإنجليزية. تاريخ النشر: 2016.
4. ↑  مذكور في: آي.أو.سي قائمة طيور العالم الإصدار 7.2. تاريخ النشر: 22 أبريل 2017. مُعرِّف الغرض الرَّقميُّ (DOI): 10.14344/IOC.ML.7.2.
5. ↑  مذكور في: Gwefan Llên Natur. الوصول: 16 مارس 2016.
6. ↑  مذكور في: آي.أو.سي قائمة طيور العالم الإصدار 6.3. الوصول: 4 أكتوبر 2016. مُعرِّف الغرض الرَّقميُّ (DOI): 10.14344/IOC.ML.6.3. تاريخ النشر: 21 يوليو 2016.
7. ↑  مذكور في: القائمة الحمراء للأنواع المهددة بالانقراض. الوصول: 21 أكتوبر 2016.
8. 1 2  مذكور في: قائمة طيور العالم الإصدار (6.4). الوصول: 23 نوفمبر 2016. الناشر: لجنة الطيور العالمية. لغة العمل أو لغة الاسم: الإنجليزية. تاريخ النشر: 2016. مُعرِّف الغرض الرَّقميُّ (DOI): 10.14344/IOC.ML.6.4.
9. ↑  مذكور في: آي.أو.سي قائمة طيور العالم الإصدار 6.3. الوصول: 11 أكتوبر 2016. مُعرِّف الغرض الرَّقميُّ (DOI): 10.14344/IOC.ML.6.3. تاريخ النشر: 21 يوليو 2016.
10. ↑  مذكور في: IOC World Bird List Version 10.1. الوصول: 14 يوليو 2020. مُعرِّف الغرض الرَّقميُّ (DOI): 10.14344/IOC.ML.10.1. تاريخ النشر: 25 يناير 2020.
11. ↑  مذكور في: آي.أو.سي قائمة طيور العالم الإصدار 6.3. الوصول: 12 أكتوبر 2016. مُعرِّف الغرض الرَّقميُّ (DOI): 10.14344/IOC.ML.6.3. تاريخ النشر: 21 يوليو 2016.
12. 1 2 3  مذكور في: قائمة طيور العالم الإصدار (6.4). الوصول: 24 نوفمبر 2016. الناشر: لجنة الطيور العالمية. لغة العمل أو لغة الاسم: الإنجليزية. تاريخ النشر: 2016. مُعرِّف الغرض الرَّقميُّ (DOI): 10.14344/IOC.ML.6.4.
13. ↑  مذكور في: IOC World Bird List Version 10.1. الوصول: 15 يوليو 2020. مُعرِّف الغرض الرَّقميُّ (DOI): 10.14344/IOC.ML.10.1. تاريخ النشر: 25 يناير 2020.
14. 1 2 3  مذكور في: آي.أو.سي قائمة طيور العالم الإصدار 6.3. الوصول: 13 أكتوبر 2016. مُعرِّف الغرض الرَّقميُّ (DOI): 10.14344/IOC.ML.6.3. تاريخ النشر: 21 يوليو 2016.
15. 1 2 3  مذكور في: IOC World Bird List Version 10.1. الوصول: 16 يوليو 2020. مُعرِّف الغرض الرَّقميُّ (DOI): 10.14344/IOC.ML.10.1. تاريخ النشر: 25 يناير 2020.
16. 1 2  مذكور في: قائمة طيور العالم الإصدار (6.4). الوصول: 28 نوفمبر 2016. الناشر: لجنة الطيور العالمية. لغة العمل أو لغة الاسم: الإنجليزية. تاريخ النشر: 2016. مُعرِّف الغرض الرَّقميُّ (DOI): 10.14344/IOC.ML.6.4.
17. 1 2  مذكور في: آي.أو.سي قائمة طيور العالم الإصدار 6.3. الوصول: 14 أكتوبر 2016. مُعرِّف الغرض الرَّقميُّ (DOI): 10.14344/IOC.ML.6.3. تاريخ النشر: 21 يوليو 2016.
18. 1 2 3  مذكور في: IOC World Bird List Version 10.1. الوصول: 17 يوليو 2020. مُعرِّف الغرض الرَّقميُّ (DOI): 10.14344/IOC.ML.10.1. تاريخ النشر: 25 يناير 2020.
19. ↑  مذكور في: قائمة طيور العالم الإصدار (6.4). الوصول: 1 ديسمبر 2016. الناشر: لجنة الطيور العالمية. لغة العمل أو لغة الاسم: الإنجليزية. تاريخ النشر: 2016. مُعرِّف الغرض الرَّقميُّ (DOI): 10.14344/IOC.ML.6.4.
20. 1 2  مذكور في: آي.أو.سي قائمة طيور العالم الإصدار 6.3. الوصول: 15 أكتوبر 2016. مُعرِّف الغرض الرَّقميُّ (DOI): 10.14344/IOC.ML.6.3. تاريخ النشر: 21 يوليو 2016.
21. 1 2  مذكور في: قائمة طيور العالم الإصدار (6.4). الوصول: 25 نوفمبر 2016. الناشر: لجنة الطيور العالمية. لغة العمل أو لغة الاسم: الإنجليزية. تاريخ النشر: 2016. مُعرِّف الغرض الرَّقميُّ (DOI): 10.14344/IOC.ML.6.4.
22. ↑  مذكور في: IOC World Bird List Version 10.1. الوصول: 18 يوليو 2020. مُعرِّف الغرض الرَّقميُّ (DOI): 10.14344/IOC.ML.10.1. تاريخ النشر: 25 يناير 2020.
23. ↑  مذكور في: The IUCN Red List of Threatened Species 2021.3. مُعرِّف القائمة الحمراء للأنواع المُهدَدة بالانقراض (IUCN): 22686411. الوصول: 27 ديسمبر 2021. تاريخ النشر: 9 ديسمبر 2021.
24. ↑  مذكور في: نوع+. لغة العمل أو لغة الاسم: الإنجليزية.
25. ↑  Vera Weisbecker (9 يونيو 2020). "The endocast of the Night Parrot (Pezoporus occidentalis) reveals insights into its sensory ecology and the evolution of nocturnality in birds". دورية التقارير العلمية ع. 1: 9258. DOI:10.1038/S41598-020-65156-0.